# فولتون مک‌کی
فالتون مک‌کی (انگلیسی: Fulton Mackay؛ ‏ ۱۲ اوت ۱۹۲۲ – ۶ ژوئن ۱۹۸۷) بازیگر و نمایشنامه‌نویس اهل بریتانیا بود. وی بین سال‌های ۱۹۵۲ تا ۱۹۸۷ میلادی فعالیت می‌کرد.

## گزیدهٔ نقش‌آفرینی‌ها

### سینما
- قهرمان محلی (۱۹۸۳)
- آب (۱۹۸۵)
- هلیم (۱۹۷۹)

### تلویزیون
- بدبیاری (۱۹۸۶)
- داستان‌های باورنکردنی (۱۹۸۲)
- هلیم (۱۹۷۷–۱۹۷۴)